# Río Guenua
Guenua o Quenua es un río de la provincia de Tarma, distrito de Huasahuasi, baja de las alturas de la comunidad de Chuquisyunca y Tambo termina su recorrido en el río Tarma.

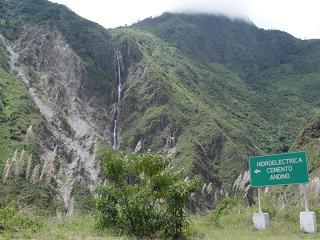
Catarata Huascapaccha al final del recorrido del río Guenua